# Jordan Sinnott
Jordan James Sinnott (* 14. Februar 1994 in Bradford; † 25. Januar 2020 in Sheffield) war ein englischer Fußballspieler. Der Sohn des langjährigen Profifußballers Lee Sinnott bestritt zwischen 2013 und 2018 für Huddersfield Town, den FC Bury und den FC Chesterfield 19 Partien in den Spielklassen der Football League.

## Karriere
Sinnott spielte im Jugendbereich von Huddersfield Town, wo von 1997 bis 2000 auch sein Vater als Profi gespielt hatte, 2010 rückte er in die Jugendakademie des Klubs auf, war in der Saison 2011/12 Kapitän der U18-Mannschaft und unterzeichnete im April 2012 seinen ersten Profivertrag. Im Dezember 2012 wurde er vom Sechstligisten FC Altrincham leihweise für einen Monat verpflichtet, dortiger Trainer war sein Vater, unter dem er bis Anfang Januar zu sechs Ligaeinsätzen kam. In den folgenden Wochen stand er für Huddersfield in zwei FA-Cup-Spielen gegen Leicester City in der Startelf und gab bei einer 1:6-Niederlage gegen Nottingham Forest im Februar 2013 auch sein Ligadebüt in der Football League Championship.
Zu Beginn der Saison 2013/14 wurde er an den Viertligisten FC Bury verliehen, wo er als Spielmacher angekündigt und von Bury-Trainer Kevin Blackwell anlässlich der für ein halbes Jahr geplanten Leihe als „kreativer und passsicherer“ Spieler beschrieben wurde. Bis Mitte Oktober 2013 kam Sinnott zu zehn Pflichtspieleinsätzen und erzielte bei einem 3:0-Erfolg über Accrington Stanley einen Treffer, bevor er von Huddersfield zurückbeordert wurde. Während er im restlichen Saisonverlauf für die Profimannschaft nur einen Kurzauftritt hatte, gewann er mit der U21 als Mannschaftskapitän die Meisterschaft in der Professional Development League 2 North. Letztmals im August 2014 von Interimstrainer Mark Lillis in einem Pflichtspiel eingesetzt, spielte er unter Chris Powell, der den Cheftrainerposten bei Huddersfield im September 2014 übernommen hatte, keine Rolle und Anfang Februar 2015 wurde sein Vertrag, ebenso wie der seines Mannschaftskameraden Matt Crooks, vorzeitig aufgelöst.
Kurz darauf schloss er sich auf vertragsloser Basis erneut Altrincham an, der Klub war zwischenzeitlich in die fünftklassige Conference National aufgestiegen und wurde weiterhin von seinem Vater betreut. Zur Saison 2015/16 erhielt er bei Altrincham einen Einjahresvertrag und gehörte zunächst im rechten Mittelfeld, später als rechter Außenverteidiger zur Stammmannschaft, der Klub verpasste am Saisonende als Drittletzter aber den Klassenerhalt. Nach dem Abstieg schloss sich Sinnott dem ebenfalls aus der fünften Liga abgestiegenen Klub FC Halifax Town an. Bei Halifax gehörte er bereits zu Saisonbeginn zu den Leistungsträgern und bestritt im Saisonverlauf 35 Ligaspiele (7 Tore). Im zentralen Mittelfeld agierend belegte er mit Halifax am Saisonende den dritten Tabellenplatz, über die Play-offs gelang dem Team der direkte Wiederaufstieg in die National League. Im Play-off-Finale bereitete er beide Treffer beim 2:1-Sieg gegen den FC Chorley vor und wurde von der lokalen Zeitung Halifax Courier zum Man of the Match gekürt.
Sinnotts Leistungen blieben auch bei klassenhöheren Teams nicht unbemerkt, Gary Caldwell, Trainer des FC Chesterfield, wohnte daher auch zwei Play-off-Partien von Halifax bei, um den Mittelfeldakteur zu beobachten. In der Sommerpause 2017 unterzeichnete Sinnott einen Zweijahresvertrag beim Drittligaabsteiger Chesterfield, Caldwell beschrieb seinen Neuzugang als Spieler „der mit seiner Qualität und seinem letzten Pass Mannschaften weh tun kann“. In der Frühphase der Saison zählte Sinnott zur Stammmannschaft, sein erstes Pflichtspieltor erzielte er bereits am 19. August 2017 bei einem 2:0-Heimsieg gegen Port Vale, sein Torjubel vor den gegnerischen Fans sorgte dafür, dass diese sich beim Verein, dem englischen Verband und der Football League über Sinnott beschwerten. In der Folge fand er unter Caldwell zunehmend weniger Berücksichtigung, unter dessen Nachfolger Jack Lester kämpfte er sich in die Mannschaft zurück, bevor er Anfang Dezember 2017 wegen einer Knöchelverletzung mehrere Monate ausfiel. Sein einziges Pflichtspiel nach seinem verletzungsbedingten Ausfall bestritt Sinnott am letzten Spieltag der Saison 2017/18, als Chesterfield bereits als Tabellenletzter und damit als Absteiger feststand; Sinnott hatte im Saisonverlauf elf Pflichtspiele (zwei Tore) bestritten. Vom neuen Trainer Martin Allen wurde Sinnott ein ablösefreier Wechsel gestattet, den der Spieler ebenso wie eine Leihe zunächst allerdings ablehnte. Ohne Aussicht darauf bei Chesterfield zum Einsatz zu kommen (vereinsseitig wurde ihm zu Saisonbeginn auch keine Rückennummer zugewiesen) erfolgte Mitte September 2018 schließlich sein Abgang.
Sein neuer Arbeitgeber wurde der Sechstligist Alfreton Town, bei dem Billy Heath den Trainerposten begleitete, unter dem Sinnott zuvor bei Halifax gespielt hatte. Mit Alfreton gelang Sinnott in der Saison 2018/19 knapp der Klassenerhalt in der National League North, zu dem Sinnott mit 5 Toren in 26 Einsätzen beigetragen hatte. Beim 2:1-Finalsieg im Derbyshire Senior Cup gegen Mickleover Sports im April 2019 bereitete er den 1:0-Führungstreffer vor. Im August 2019 wechselte er eine Spielklasse tiefer zu Matlock Town in die Premier Division der Northern Premier League. In seinem letzten Einsatz am 13. Januar 2020 hatte er in einem Ligapokalspiel gegen Basford United einen Hattrick erzielt.
Sinnott wurde am 25. Januar 2020 um etwa 2 Uhr nachts auf dem Marktplatz von Retford mit schweren Kopfverletzungen aufgefunden, denen er am Abend 25-jährig im Northern General Hospital von Sheffield erlag. Die Polizei nahm Mordermittlungen auf.
Im Juli 2020 wurden zwei Männer, Kai Denovan und Cameron Matthews, wegen Totschlags inhaftiert. Sie waren an dem „gewalttätigen, betrunkenen Angriff“ beteiligt gewesen, bei dem Sinnott getötet wurde. Denovan erhielt eine Haftstrafe von elf Jahren und Matthews von acht Jahren und drei Monaten. Ein dritter Mann, Sean Nicholson, bekannte sich des Tumults schuldig und wurde zu 14 Monaten Haft verurteilt.